# Yolmer Sánchez
Yolmer Carlos Sánchez (29 de junio de 1992) es un segunda base venezolano de béisbol profesional que juega con los Chicago White Sox de las Grandes Ligas. También puede jugar en la tercera base y en el campocorto. Antes de la temporada 2017, fue conocido como "Carlos Sánchez".

## Carrera profesional

### Chicago White Sox
Sánchez firmó con los Medias Blancas de Chicago como agente libre internacional en 2009. Jugó en la Dominican Summer League (DSL) para los DSL White Sox en 2009 y 2010. La siguiente temporada, dividió el año entre los Bristol White Sox de la Appalachian League y los Kannapolis Intimidators de la South Atlantic League de Clase A, terminando el año con un promedio de bateo de .286 con 30 carreras impulsadas y 48 carreras anotadas en 68 juegos.
Durante la temporada 2012, Sánchez se movió rápidamente a través del sistema de ligas menores: Comenzó la temporada con el equipo Winston-Salem Dash de Clase A avanzada; luego fue promovido a los Birmingham Barons de Clase AA y finalmente jugó con los Charlotte Knights de Clase AAA. Fue nombrado para aparecer en el Juego de Futuras Estrellas de 2012, y en total registró promedio de .323, 169 hits, un jonrón, 25 dobles, siete triples, 79 carreras anotadas, 56 carreras impulsadas y 26 bases robadas en 133 juegos. Los Medias Blancas invitaron a Sánchez a entrenar en la primavera de 2013, y fue clasificado como uno de los mejores prospectos de la organización. Pasó toda la temporada 2013 en Clase AAA con Charlotte, donde bateó para .241 en 432 turnos al bate y registró 50 carreras, 20 dobles, dos triples, 28 carreras impulsadas, 29 bases por bolas, 76 ponches y 16 bases robadas.
Sánchez fue agregado a la plantilla de 40 jugadores el 20 de noviembre de 2013. El 13 de julio de 2014, los Medias Blancas lo ascendieron a Grandes Ligas e hizo su debut ese mismo día. Sánchez fue enviado a Charlotte después del juego, pero fue llamado a Chicago el 22 de agosto de 2014, luego de que los Medias Blancas intercambiaran a Gordon Beckham.
Sánchez anunció que usaría su primer nombre, Yolmer, a partir de la temporada 2017, en lugar de su segundo nombre, Carlos. Al hacerlo, se convirtió en el primer jugador llamado Yolmer en las Grandes Ligas. En dicha temporada, jugó como el segunda base titular de los Medias Blancas, y registró promedio de .267 con 12 jonrones y 59 impulsadas.